# Alois Hořínek
Alois Hořínek (1. června 1903 Doloplazy – 20. srpna 1980 Doloplazy) byl český a československý politik a člen Československé strany lidové, za kterou byl po roce 1945 poslancem Prozatímního a Ústavodárného Národního shromáždění. Po roce 1948 pronásledován a vězněn.

## Biografie
Pocházel z rodiny zedníka. Stal se obchodníkem a byl úspěšný v podnikání v oboru výkupu a prodeje zemědělských plodin. Byl předním členem Obchodní a živnostenské komory v Olomouci. Od 30. let 20. století byl členem lidové strany. Po roce 1945 byl po krátkou dobu úředníkem Okresního národního výboru v Prostějově.
V letech 1945-1946 byl poslancem Prozatímního Národního shromáždění za lidovce. Po parlamentních volbách v roce 1946 se stal poslancem Ústavodárného Národního shromáždění, kde formálně setrval do voleb do Národního shromáždění roku 1948.
Po únoru 1948 patřil k prvním obětem čistek akčních výborů Národní fronty. Počátkem října 1948 byl zatčen při práci na statku v Doloplazích, který měl pronajatý od olomoucké kapituly. V prosinci 1949 byl odsouzen k šesti měsícům těžkého žaláře nepodmíněné pod záminkou násilného maření výkonu úředního rozhodnutí. Ve vazbě byl protiprávně držen až do listopadu 1950, kdy byl propuštěn z nucených prací v Jáchymově. Poté manuálně pracoval v různých odvětvích (mezi lety 1961-1971 jako topič).